# دان سبيري
دان سبيري (بالإنجليزية: Dan Sperry)‏ (ولد في أغسطس 1986، في ولاية مينيسوتا) ساحر ولاعب خفة أمريكي .